# Mikonsaari (ö i Mellersta Finland, Saarijärvi-Viitasaari)
Mikonsaari är en ö i Finland. Den ligger i sjön Saarijärvi och i kommunen Saarijärvi i den ekonomiska regionen  Saarijärvi-Viitasaari och landskapet Mellersta Finland, i den centrala delen av landet, 290 km norr om huvudstaden Helsingfors. Öns area är 0,1 hektar och dess största längd är 40 meter i öst-västlig riktning.